# Laureta
Laureta, właśc. Alfredo Magalhães Silva Rodrigues (ur. 18 grudnia 1961 w Azurém) – portugalski piłkarz grający na pozycji lewego obrońcy. Wychowanek Vitórii SC, zdobywca Pucharu Europy 1986/1987 z FC Porto. Jednokrotny reprezentant Portugalii.

## Sukcesy

### Klubowe
FC Porto
- Zdobywca Pucharu Europy: 1986/1987
- Mistrzostwo Portugalii: 1984/1985, 1985/1986
- Zdobywca Superpucharu Portugalii: 1986